# Stig Areskoug
Stig Arvid Kellgren Areskoug, född 4 mars 1920 i Vasa församling i Göteborgs och Bohus län, död 14 mars 2008 i Solna församling i Stockholms län, var en svensk militär, främst verksam vid Försvarets materielverk.
Areskoug tog studentexamen i Göteborg 1938 och blev officer vid Göta artilleriregemente 1941 Han studerade vid Artilleri- och ingenjörshögskolan 1945–1947 och vid Kungliga Tekniska Högskolan i Stockholm 1947–1950. Han tjänstgjorde vid Vapenbyrån på Arméförvaltningen 1947–1952, befordrades till kapten 1948 och var sektionschef i Tygavdelningen på Arméförvaltningen 1952–1957. Därefter tjänstgjorde han vid Norrlands artilleriregemente 1957–1958. Åren 1958–1963 var han kurschef och lärare vid Krigshögskolan och Militärhögskolan, befordrad till major 1960. År 1963 befordrades han till överstelöjtnant och var 1964–1968 chef för Hjulfordonsbyrån vid Arméförvaltningen, som 1968 uppgick i Försvarets materielverk (FMV). Han tjänstgjorde vid FMV 1968–1980: som chef för Hjulfordonsbyrån 1968–1978 och som chef för Fordonsavdelningen 1978–1980, befordrad till överste av första graden 1978.
Under sin tid vid Arméförvaltningen och Försvarets materielverk var Areskoug från 1967 projektledare för en ny generation av terrängfordon. Han tog initiativ till systematisering av arméns hjulfordon och utarbetande av en genomarbetad plan för arméns anskaffning av hjulfordon. Han initierade också Samarbetsorganisationen för fordon och markforskning som sammanförde Försvarets forskningsanstalt, fordonsindustrin, skogsindustrin och utländska intressenter. Han var organisationens ordförande 1966–1991. Hans kunskaper och auktoritet inom området ledde också till att han utsågs till president för International Society for Terrain-Vehicle Systems 1978 och han var dess biträdande generalsekreterare i Europa 1981–1991.
Han invaldes 1969 som ledamot av Kungliga Krigsvetenskapsakademien.
Stig Areskoug var son till John Magnus Areskoug och läkaren Carolina Vera Ferdinanda Kellgren och var därigenom bror till Kell Areskoug. Han var sonson till Johan Anders Areskoug och dotterson till Henrik Kellgren samt kusin till överste Carl Areskoug, ingenjören och kaptenen Sigvard Areskoug och överste Gunnar Areskoug. Stig var även syssling till Inga Tidblad. Modern dog när han endast var 10 år gammal och han adopterades några år därefter av faderns nya maka Gurli Warmark (Stig Areskougs kusin). Han är begravd på Ulriksdals begravningsplats.